# Poienarii-Rali, Prahova
Poienarii-Rali (în trecut, și Gârliciu) este un sat în comuna Poienarii Burchii din județul Prahova, Muntenia, România.
Așezare este atestată documentar în 1788.
Satul a fost înființat pe la 1808 de Ralea Poenarul, proprietarul moșiei din zonă. Bătrânii satului povestesc că Ralea Poenarul a avut mai mulți frați care au inspirat numele actual al satelor din jur: Apostoli, Burchi. La sfârșitul secolului al XIX-lea, Poienarii-Rali era reședința și unicul sat al unei comune, aflate în plasa Crivina din județul Prahova; în comună erau 774 de locuitori locuind în 160 de case, o școală mixtă cu 69 de elevi (din care 15 fete), o moară cu aburi și o biserică fondată la 1865 de Iancu și Gheorghe Andreescu. În 1925, comuna avea 1224 de locuitori, fiind arondată plășii Câmpul din același județ. În 1950 a trecut la raionul Ploiești din regiunea Prahova și apoi din regiunea Ploiești, pentru ca în 1968 să fie desființată, iar satul să fie arondat comunei Poienarii Burchii din reînființatul județ Prahova.